# Birkirkara FC
Birkirkara FC is een Maltese voetbalclub uit Birkirkara, de grootste stad van het eiland. De club traint in het Infetti Ground-stadion, maar speelt de competitiewedstrijden in het nationale Ta' Qali Stadium.
De club werd in 1950 opgericht. De club was aanvankelijk een echte liftploeg en degradeerde maar liefst elf keer uit de hoogste klasse. Sinds 1990 is de club er wel een vaste waarde. In 1994 fusioneerde de club met Luxol SC St. Andrew's en werd zo Birkirkara Luxol FC maar na drie jaar nam de club de oude naam terug aan.
In 1997 werd Birkirkara tweede en plaatste zich zo voor de UEFA Cup, het Slowaakse Spartak Trnava was echter te sterk voor de club. Een jaar later werd de titel op de laatste speeldag beslist tussen Birkirkara en Valletta FC, het stadion had nog nooit zo vol gezeten maar Valletta won de titel na een controversiële penalty. Het volgende seizoen was het weer een titelstrijd met Valletta en drie keer werd Valletta verslagen maar de club liet punten liggen tegen andere teams. In 2000 was het eindelijk raak, vanaf de eerste speeldag stond de club bovenaan op de ranglijst. In 2001/02 plaatste de club zich voor de UEFA Cup nadat tegen het Georgische Lokomotivi Tbilisi twee keer gelijk gespeeld werd en de club meer op verplaatsing had gescoord. In de eerste ronde verloor de club met 1-0 van Dinamo Moskou en speelde één keer gelijk met 0-0. In 2006 werd voor de tweede maal de titel binnen gehaald, in 2010 volgde de derde titel en in 2013 de vierde.

## Mannen

### Erelijst
- Landskampioen

2000, 2006, 2010, 2013
- Beker van Malta

Winnaar: 2002, 2003, 2005, 2008, 2023
Finalist: 1973, 1990, 1999, 2000, 2001, 2018, 2025
Supercup (Malta)2002, 2003, 2004, 2005, 2006, 2013, 2014

### In Europa
Birkirkara FC speelt sinds 1997 in diverse Europese competities. Hieronder staan de competities en in welke seizoenen de club deelnam:
- Champions League (4x)

2000/01, 2006/07, 2010/11, 2013/14
- Europa League (7x)

2009/10, 2011/12, 2012/13, 2014/15, 2015/16, 2016/17, 2018/19
- Conference League (3x)

2021/22, 2023/24, 2025/26
- UEFA Cup (9x)

1997/98, 1998/99, 1999/00, 2001/02, 2002/03, 2003/04, 2004/05, 2005/06, 2008/09
- Intertoto Cup (1x)

2007

## Vrouwen
Het vrouwenelftal nam vanaf 1996/97 deel aan de 'Women's League' op Malta'. Birkirkara was de eerste Maltese club die deelnam aan de 'UEFA Women's Cup'.

### In Europa
| Seizoen | Competitie                    | Ronde | Land                | Club              | Uitslagen |
| ------- | ----------------------------- | ----- | ------------------- | ----------------- | --------- |
| 2007/08 | UEFA Women's Cup              | 1e    | Vlag van Italië     | ASD CF Bardolino  | 0-16      |
| 2007/08 | toernooi in Novo mesto        | 1e    | Vlag van Spanje     | Athletic Bilbao   | 0-16      |
| 2007/08 |                               | 1e    | Vlag van Slovenië   | ZNK Novo Mesto    | 1-5       |
| 2009/10 | UEFA Women's Champions League | Q     | Vlag van Portugal   | SU 1º de Dezembro | 0-10      |
| 2009/10 | toernooi in Brøndby           | Q     | Vlag van Denemarken | Brøndby IF        | 0-6       |
| 2009/10 |                               | Q     | Vlag van Wales      | Cardiff City      | 1-10      |

Balzan · 
Birkirkara · 
Floriana · 
Gzira United · 
Ħamrun Spartans · 
Hibernians · 
Marsaxlokk ·
Melita FC ·
Mosta · 
Naxxar Lions ·
Sliema Wanderers ·
Żabbar St. Patrick FC